# Aphis kogomecola
Aphis kogomecola är en insektsart som beskrevs av Matsumura 1917. Aphis kogomecola ingår i släktet Aphis och familjen långrörsbladlöss. Inga underarter finns listade i Catalogue of Life.